# Numero irrazionale
In matematica, un numero irrazionale è un numero reale che non è un numero razionale, cioè non può essere scritto come una frazione a / b con a e b interi e b diverso da 0. I numeri irrazionali sono esattamente quei numeri la cui rappresentazione in qualsiasi base (decimale, binaria, ecc.) non ha mai termine ed allo stesso tempo non presenta sequenze periodiche.
L'introduzione di questi numeri nel panorama matematico è iniziata con la scoperta da parte dei greci delle grandezze incommensurabili, ossia prive di un sottomultiplo comune.
Alcuni numeri irrazionali sono numeri algebrici come {\displaystyle {\sqrt {2}}} (la radice quadrata di 2) e {\displaystyle {\sqrt[{3}]{5}}} (la radice cubica di 5); altri sono numeri trascendenti come π ed e.

## Storia
La scoperta dei numeri irrazionali viene tradizionalmente attribuita a Pitagora, o più precisamente al pitagorico Ippaso di Metaponto, che produsse una argomentazione (probabilmente con considerazioni geometriche) dell'irrazionalità della radice quadrata di 2. Secondo la tradizione Ippaso scoprì i numeri irrazionali mentre tentava di rappresentare la radice quadrata di 2 come frazione (vedi la dimostrazione sotto). Tuttavia Pitagora credeva nell'assolutezza dei numeri, e non poteva accettare l'esistenza dei numeri irrazionali. Egli non era in grado di confutare la loro esistenza con la logica, ma le sue credenze non potevano tollerarne l'esistenza e, secondo una leggenda, per questo condannò Ippaso a morire annegato.
Il XVI secolo vide infine l'accoglienza favorevole da parte della comunità matematica dei numeri negativi, interi e frazionari. Nel XVII secolo vi fu, da parte dei matematici, l'uso sempre più frequente delle frazioni decimali con la notazione moderna. I successivi cento anni videro i numeri immaginari diventare un potente strumento nelle mani di Abraham de Moivre, e specialmente di Leonhard Euler. Per il XIX secolo rimase da completare la teoria dei numeri complessi, dimostrare l'esistenza dei numeri trascendenti, dividere gli irrazionali in algebrici e trascendenti, e compiere uno studio scientifico su un argomento che era rimasto quasi in letargo dai tempi di Euclide, la teoria degli irrazionali. Nel 1872 vi fu la pubblicazione delle teorie di Karl Weierstrass (tramite il suo allievo Kossak), Eduard Heine (Crelle, 74), Georg Cantor (Annalen, 5), e Richard Dedekind. Méray aveva preso nel 1869 lo stesso punto di partenza di Heine, ma generalmente si attribuisce tale teoria all'anno 1872. Il metodo di Weierstrass fu completamente avviato da Pincherle (1880), e quello di Dedekind ricevette maggiore risalto tramite il successivo lavoro dell'autore (1888) e il più recente appoggio di Tannery (1894). Weierstrass, Cantor, e Heine basarono le loro teorie sulle serie infinite, mentre Dedekind, riallacciandosi a Euclide, fondò la sua sull'idea di un taglio (Schnitt) nel sistema dei numeri razionali, cioè nella bipartizione della totalità dei numeri razionali in due classi caratterizzate da proprietà contrastanti. L'argomento ricevette successivi contributi per mano di Weierstrass, Kronecker (Crelle, 101), e Méray.
Le frazioni continue, strettamente collegate ai numeri irrazionali (e dovute a Cataldi, 1613), furono prese in considerazione da Eulero, e all'inizio del XIX secolo ebbero maggior rilievo grazie agli scritti di Joseph Louis Lagrange. Altri notevoli contributi furono dati da Druckenmüller (1837), Kunze (1857), Lemke (1870) e Günther (1872). Peter Ramus (1855) per la prima volta collegò l'argomento con i determinanti, dando vita, con i successivi contributi di Heine, August Ferdinand Möbius e Günther, alla teoria dei determinanti delle frazioni continue. Anche Dirichlet contribuì alla teoria generale.
I numeri trascendenti furono per la prima volta distinti dagli irrazionali algebrici da Kronecker. Lambert provò (1761) che {\displaystyle \pi } non può essere razionale, e che en è irrazionale se n è razionale (eccetto n = 0), dimostrazione, comunque, che lasciò molto a desiderare. Legendre (1794) completò la dimostrazione di Lambert, e mostrò che {\displaystyle \pi } non è la radice quadrata di un numero razionale. Joseph Liouville (1840) mostrò che né e né e² possono essere radici di un'equazione quadratica intera. Ma l'esistenza di numeri trascendenti fu per la prima volta stabilita da Liouville (1844, 1851); una proposizione più forte, che afferma che gli irrazionali e i trascendenti hanno cardinalità maggiore di quella degli algebrici, fu trovata da Georg Cantor nel 1873. Charles Hermite (1873) provò per primo la trascendenza di e, e Ferdinand von Lindemann (1882), partendo dalle conclusioni di Hermite, mostrò lo stesso per {\displaystyle \pi }. La dimostrazione di Lindemann fu molto semplificata da Weierstrass (1885), e ulteriormente da David Hilbert (1893); infine fu resa quasi elementare da Hurwitz e Gordan.

## Esempi

### Irrazionalità della radice quadrata di 2
Una dimostrazione dell'irrazionalità della radice quadrata di due (trasmessa da Archita) è la seguente, che procede per assurdo, ovvero supponendo l'opposto della proposizione iniziale e mostrando che è falso: ciò implica che la proposizione iniziale debba essere vera.
Supponiamo che {\displaystyle {\sqrt {2}}} sia un numero razionale. Ciò comporta che esistono due interi a e b privi di fattori comuni tali che {\displaystyle {\frac {a}{b}}={\sqrt {2}}}. Elevando al quadrato ad ambo i membri, si ha {\displaystyle {\frac {a^{2}}{b^{2}}}=2}, cioè {\displaystyle a^{2}=2b^{2}}.
Questo implica che {\displaystyle a^{2}}, essendo il doppio di {\displaystyle b^{2}}, è pari.
Poiché il quadrato di un numero pari è pari ({\displaystyle (2k)^{2}=2(2k^{2})}), mentre il quadrato di un numero dispari è dispari ({\displaystyle (2k+1)^{2}=2(2k^{2}+2k)+1}), ne deriva che a è pari, ossia esiste k intero tale che a=2k.
Sostituendo abbiamo
{\displaystyle a^{2}=(2k)^{2}=4k^{2}=2b^{2}\Longrightarrow b^{2}=2k^{2}}
cioè risulta che anche b è pari. Risulta quindi che a e b, essendo entrambi pari, hanno in comune il divisore 2, il che è impossibile perché erano stati assunti privi di fattori comuni.
Essendo stata ottenuta una contraddizione con l'assunzione che {\displaystyle {\sqrt {2}}} sia un numero razionale, essa deve essere falsa. Dunque si è dimostrato l'opposto, cioè che {\displaystyle {\sqrt {2}}} è irrazionale, che era la proposizione di partenza.
Questa dimostrazione si può generalizzare per dimostrare che qualunque radice di qualunque numero naturale è un numero naturale o è irrazionale.
Un'altra dimostrazione per assurdo che dimostra l'irrazionalità di {\displaystyle {\sqrt {2}}} è meno conosciuta ma interessante. Essa procede osservando che se {\displaystyle {\sqrt {2}}={\frac {m}{n}}} allora sfruttando il fatto che {\displaystyle 2={\frac {m^{2}}{n^{2}}}} si ottiene {\displaystyle {\sqrt {2}}={\frac {2n-m}{m-n}}}, quindi una frazione ai minimi termini viene ridotta in termini ancora minori. Questa è una contraddizione se {\displaystyle n} e {\displaystyle m} sono interi positivi, dunque l'assunzione che {\displaystyle {\sqrt {2}}} sia razionale deve essere falsa. Da un triangolo rettangolo isoscele di cui i cateti e l'ipotenusa abbiano rispettivamente lunghezze {\displaystyle n} e {\displaystyle m}, tramite una classica costruzione con riga e compasso, è possibile costruire un triangolo isoscele rettangolo più piccolo tale che i cateti e l'ipotenusa abbiano rispettivamente lunghezze {\displaystyle m-n} e {\displaystyle 2n-m}. Questa costruzione dimostra l'irrazionalità di {\displaystyle {\sqrt {2}}} con lo stesso tipo di metodo che fu impiegato dagli antichi geometri greci.

### Irrazionalità dei logaritmi
Altri numeri di cui si dimostra facilmente l'irrazionalità sono i logaritmi con base ed argomento interi, tali che esista un numero primo che divide la base ma non l'argomento (o viceversa). La dimostrazione procede per assurdo: assumendo che {\displaystyle \log _{a}b={\frac {m}{n}}}, si ha
{\displaystyle a^{\frac {m}{n}}=b}
ovvero, elevando alla n,
{\displaystyle a^{m}=b^{n}}
Se ora ad esempio il numero primo p divide a ma non b, allora divide am ma non bn, e quindi i due numeri non possono essere uguali, e il logaritmo non è razionale.
Un esempio può essere log23: se fosse uguale a m/n si avrebbe 2m = 3n, il che è impossibile perché il primo è pari (ossia divisibile per 2) e il secondo no.

### Altri irrazionali
Altri esempi notevoli di numeri irrazionali sono e, pi greco e i valori delle funzioni seno e coseno di numeri razionali. L'irrazionalità di e è facile da dimostrare per assurdo usando le serie di Taylor: infatti
{\displaystyle e=e^{1}=\sum _{n=0}^{\infty }{\frac {1}{n!}}}
dove n! indica il fattoriale di n; se e fosse razionale sarebbe possibile scriverlo come e=a/b. Troncando la serie dopo b termini si avrebbe
{\displaystyle {\frac {a}{b}}=\sum _{n=0}^{b}{\frac {1}{n!}}+R_{b}}
dove Rb comprende la somma per n che va da b+1 a infinito, ed è compreso tra 0 e 1/b!. Moltiplicando per b! si ha
{\displaystyle b!\sum _{n=0}^{b}{\frac {1}{n!}}<a(b-1)!<b!\sum _{n=0}^{b}{\frac {1}{n!}}+1}
dove {\displaystyle c=b!\sum _{n=0}^{b}{\frac {1}{n!}}} è un intero. Quindi a(b−1)! dovrebbe essere compreso tra c e c + 1 e dovrebbe essere un intero, il che è impossibile. Quindi e è irrazionale.
Un altro modo di costruire numeri irrazionali è come numeri algebrici irrazionali, cioè zeri di polinomi a coefficienti interi: iniziamo con un'equazione polinomiale:
{\displaystyle p(x)=a_{n}x^{n}+a_{n-1}x^{n-1}+\cdots +a_{1}x+a_{0}=0\,}
dove i coefficienti ai sono interi. Supponiamo di sapere che esistono numeri reali x tali che p(x) = 0 (per esempio se il polinomio è di grado dispari). Le uniche possibile radici razionali di quest'equazione polinomiale sono della forma r/s dove r è un divisore di a0 ed s è un divisore di an; c'è solo un numero finito di questi candidati che è facile controllare a mano. Se nessuno di loro è una radice di p, allora x deve essere irrazionale. Per esempio, questa tecnica può essere usata per mostrare che x = (21/2 + 1)1/3 è irrazionale: abbiamo (x³ − 1)² = 2 e quindi x6 − 2x³ − 1 = 0, e quest'ultimo polinomio non ha alcuna radice razionale (gli unici candidati possibili sono ±1).
Poiché i numeri razionali formano un campo, molti numeri irrazionali possono essere costruiti combinando razionali e irrazionali. Numeri come {\displaystyle e+2}, {\displaystyle 5\pi -3}, {\displaystyle 2-\log _{3}10} non possono essere razionali, perché altrimenti lo sarebbero, rispettivamente, e, π e {\displaystyle \log _{3}10}.

## Irrazionali e trascendenti
I numeri trascendenti sono quei numeri che non sono zeri di alcun polinomio a coefficienti interi (o razionali: le due affermazioni sono equivalenti). Poiché ogni razionale {\displaystyle a/b} è la soluzione di {\displaystyle bx-a=0}, tutti i trascendenti sono anche irrazionali. Esistono, tuttavia, irrazionali che non sono trascendenti: è il caso delle radici (ad esempio {\displaystyle {\sqrt {2}}} è soluzione di {\displaystyle x^{2}-2=0}). Solitamente provare l'irrazionalità di un numero è più facile che provare la sua trascendenza; ad esempio la cosiddetta costante di Apéry, ovvero il numero
{\displaystyle \zeta (3)=\sum _{n=1}^{\infty }{\frac {1}{n^{3}}}={\frac {1}{1}}+{\frac {1}{8}}+{\frac {1}{27}}+\cdots }
è stata dimostrata essere irrazionale, ma nessuno ha ancora trovato una prova della sua trascendenza.
L'insieme di tutti i numeri irrazionali non è numerabile (infatti i razionali sono numerabili, ma i reali non lo sono): questo vuol dire che "quasi tutti" i numeri reali sono irrazionali. Inoltre, poiché anche gli algebrici sono numerabili, ne segue che anche gli irrazionali algebrici sono numerabili: di conseguenza "quasi tutti" gli irrazionali sono trascendenti.

## Numeri irrazionali ed espansioni decimali
Spesso si crede che i matematici definiscano "numero irrazionale" in termini di espansione decimale, chiamando un numero irrazionale se la sua espansione decimale non si ripete né termina. Nessun matematico utilizza tale definizione, in quanto la scelta della base 10 sarebbe arbitraria e la definizione tipica è più semplice e più motivata. Tuttavia è vero che un numero razionale si può esprimere nella forma {\displaystyle n/m}, dove {\displaystyle n} ed {\displaystyle m} sono interi, se e solo se la sua espansione decimale si ripete o è finita. Quando l'algoritmo di divisione ("in colonna") viene applicato alla divisione di {\displaystyle n} per {\displaystyle m}, sono possibili solo {\displaystyle m} resti. Se {\displaystyle 0} appare come resto, l'espansione decimale si conclude. Se {\displaystyle 0} non compare, allora l'algoritmo può richiedere al massimo {\displaystyle m-1} passi senza usare ogni resto più di una volta. Dopodiché, un resto deve ricomparire, e quindi l'espansione decimale si ripete. Al contrario, supponiamo di essere di fronte ad un decimale periodico, ad esempio:
{\displaystyle A=0,7\,162\,162\,162\,\dots }
Poiché la dimensione del periodo è {\displaystyle 3}, moltiplichiamo per {\displaystyle 10^{3}}:
{\displaystyle 1000\cdot A=7\,16,2\,162\,162\,\dots }
e sottraiamo A da entrambi i membri:
{\displaystyle 999\cdot A=715,5\,.}
Allora
{\displaystyle A={\frac {715,5}{999}}={\frac {7155}{9990}}={\frac {135\times 53}{135\times 74}}={\frac {53}{74}}.}
(Il 135 si può trovare rapidamente tramite l'algoritmo di Euclide.)

## Irrazionali e frazioni continue
L'espansione degli irrazionali in frazione continua semplice è infinita. In particolare, gli irrazionali quadratici, ovvero le soluzioni irrazionali di equazioni di secondo grado, hanno una frazione continua periodica, mentre tutti gli altri ne hanno una aperiodica. Ad esempio
{\displaystyle {\sqrt {2}}=1+{\cfrac {1}{2+{\cfrac {1}{2+{\cfrac {1}{2+{\cfrac {1}{2+\ddots }}}}}}}}}
mentre
{\displaystyle \pi =3+{\cfrac {1}{7+{\cfrac {1}{15+{\cfrac {1}{1+{\cfrac {1}{292+{\cfrac {1}{1+\ddots }}}}}}}}}}}

## Numeri di cui non è accertata l'irrazionalità
Non si sa ancora se {\displaystyle \pi +e} o {\displaystyle \pi -e} siano irrazionali o no. Infatti, non c'è nessuna coppia di interi non nulli {\displaystyle m} ed {\displaystyle n} per cui si sappia se {\displaystyle m\pi +ne} è irrazionale o no. Non si sa neanche se {\displaystyle 2^{e}}, {\displaystyle \pi ^{e}}, {\displaystyle \pi ^{\sqrt {2}}} o la costante di Eulero-Mascheroni siano irrazionali.

## Topologia
Usando il valore assoluto per misurare le distanze, i numeri irrazionali diventano uno spazio metrico che non è completo. Tuttavia, questo spazio metrico è omeomorfo allo spazio metrico completo di tutte le sequenze di interi positivi; l'omomorfismo è dato dall'espansione in frazione continua infinita. Questo dimostra che il teorema delle categorie di Baire vale per lo spazio dei numeri irrazionali.

## Operazioni tra razionali e irrazionali
La somma di un razionale più un irrazionale è irrazionale.
Il prodotto di un razionale per un irrazionale è irrazionale, a meno che il razionale sia {\displaystyle 0}.